# Acmophyllum
Acmophyllum is een geslacht van rechtvleugeligen uit de familie doornsprinkhanen (Tetrigidae). De wetenschappelijke naam van dit geslacht is voor het eerst geldig gepubliceerd in 1890 door Karsch.

## Soorten
Het geslacht Acmophyllum omvat de volgende soorten:
- Acmophyllum bokotense Devriese, 1999
- Acmophyllum undulatum Karsch, 1890